# Flying coaster

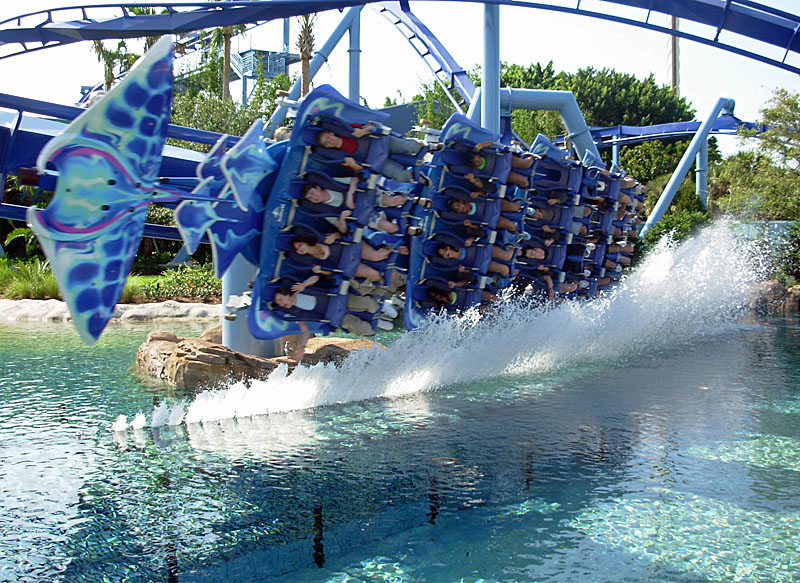
Manta, un flying coaster a SeaWorld Orlando

Un flying coaster (letteralmente "montagna russa volante") è un tipo di montagna russa pensata per simulare le sensazioni di volo mantenendo i passeggeri in posizione prona per tutta la durata della corsa. I convogli sono sospesi sotto il binario, come gli inverted coaster, con i passeggeri posizionati in modo tale che il loro corpo sia parallelo al binario stesso.

## Storia
I flying coaster sono un concetto relativamente nuovo. La prima montagna russa volante al mondo fu Skytrak, costruita a Manchester all'ormai defunto Granada Studios Tour, nel 1997. Skytrak utilizzava un vagone monoposto. I passeggeri salivano sull'attrazione più o meno allo stesso modo di come si farebbe per salire su una scala a pioli, quindi la vettura veniva sollevata al binario prima di poter iniziare la corsa. Il design a monoposto, però, riduceva drasticamente la capacità dell'attrazione a soli 240 passeggeri all'ora. Il parco, e lo stesso Skytrak, furono di breve durata; entrambi furono chiusi nel 1998. 

## Design

### Vekoma

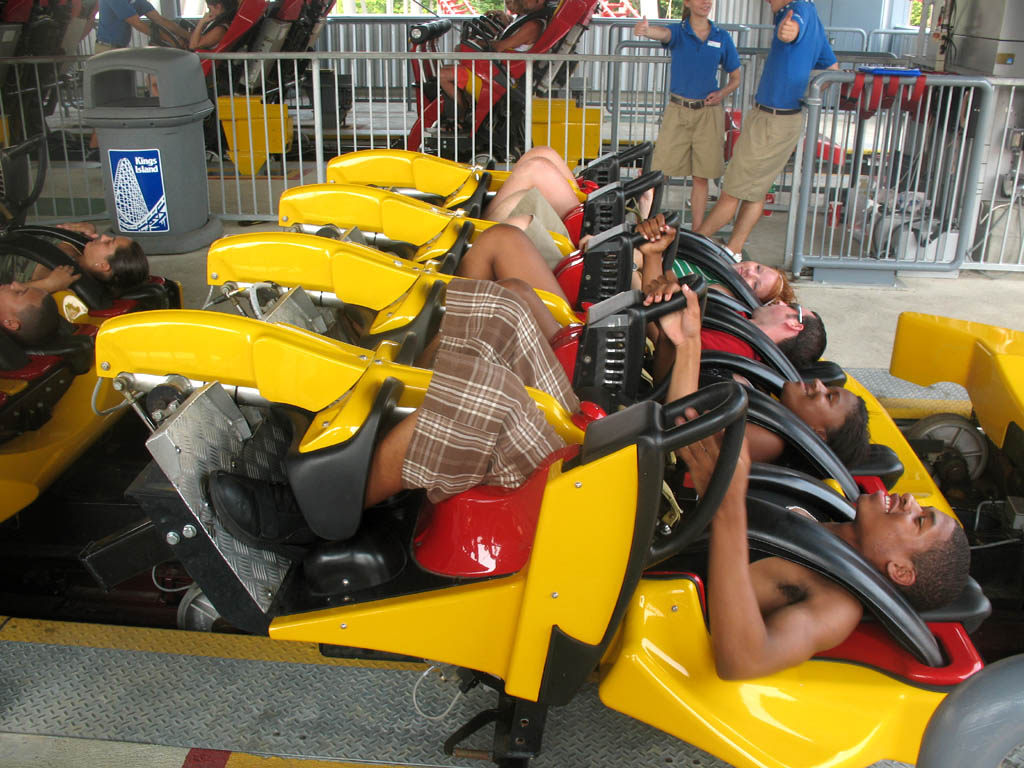
Treno di Firehawk a Kings Island in posizione reclinata prima di lasciare la stazione. La direzione di marcia del treno è a destra

L'azienda olandese Vekoma, specializzata nella progettazione e nella costruzione di montagne russe, costruì il primo flying coaster su grande scala, Stealth, a California's Great America, nel 2000. Soprannominato "Flying Dutchman" da Vekoma, Stealth presentava dei convogli ad alta capacità con quattro posti a sedere per fila. I passeggeri salgono sui treni e si assicurano con le protezioni in posizione eretta, rivolti nella direzione opposta a quella del treno. Dopo che il treno è completamente carico, un meccanismo nella stazione abbassa i sedili sul binario, con i passeggeri, ora in posizione supina, rivolti verso il soffitto. Dopo aver superato la prima rampa, il binario si torce di 180 gradi per ribaltare i passeggeri in posizione prona, posizione che rimarrà per il resto della corsa. Appena prima di raggiungere la zona di frenata finale, il binario si torce di nuovo, in modo tale che i ciclisti siano sdraiati sulla schiena rivolti verso l'alto. Dopo aver raggiunto la stazione, i sedili vengono riportati in posizione eretta.

### Bolliger & Mabillard

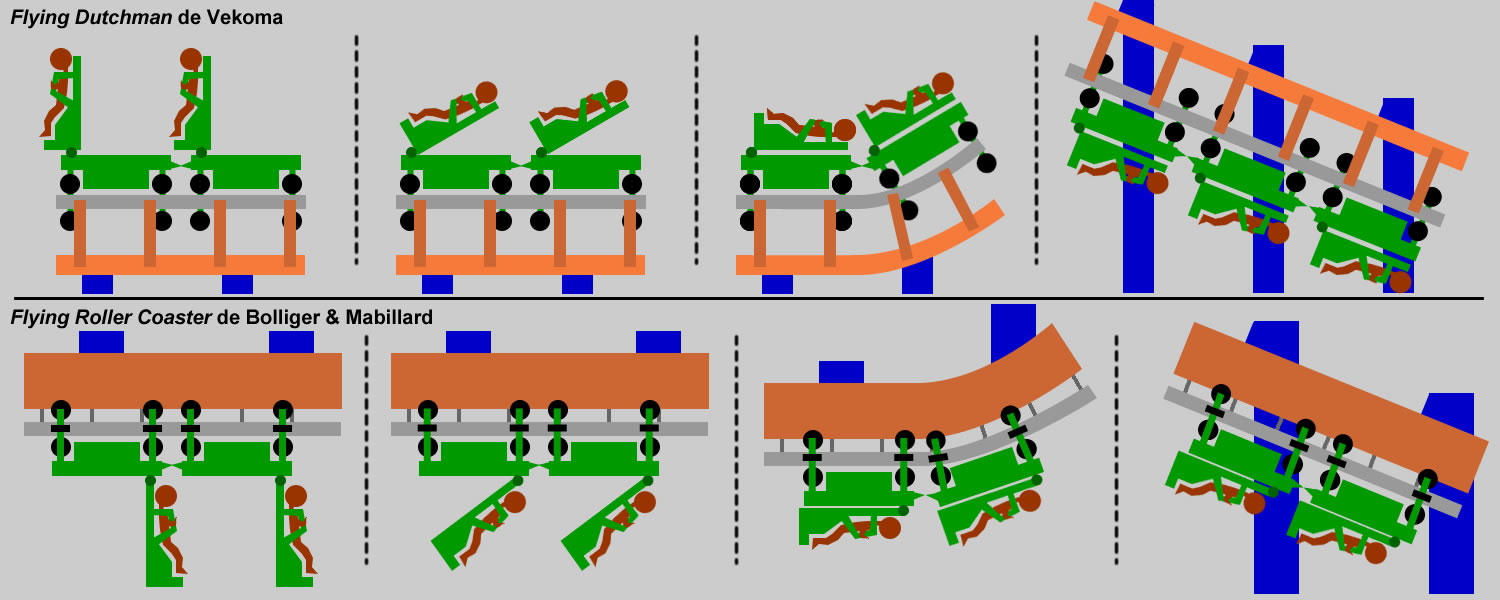
Diagramma che mette a confronto il "Flying Dutchman" di Vekoma e il "Flying Roller Coaster" di B&M

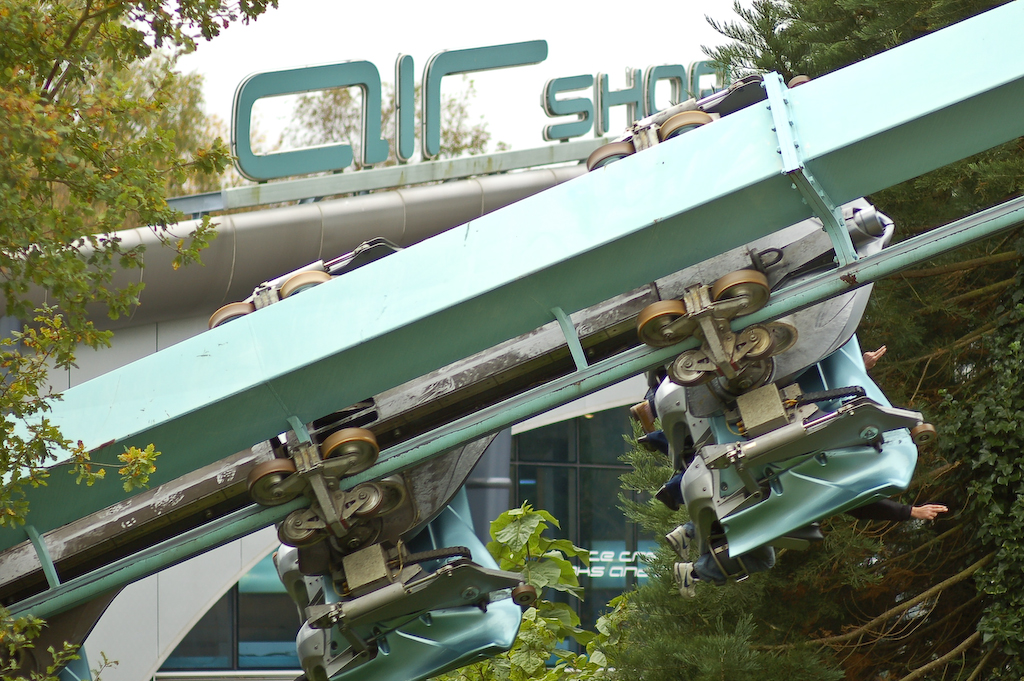
Galactica ad Alton Towers, il primo flying coaster di Bolliger & Mabillard

L'azienda costruttrice di montagne russe svizzera Bolliger & Mabillard (B&M) presentò invece il suo modello di flying coaster, dal semplice nome di "Flying Roller Coaster", nel 2002, con Air ad Alton Towers (ribattezzato Galactica nel 2016), seguito nel corso dell'anno da Superman: Ultimate Flight a Six Flags Over Georgia. In questa versione, i passeggeri si siedono sul sedile con le gambe a penzoloni in modo simile agli inverted coaster di B&M. Dunque, dei meccanismi nella stazione sollevano i vagoni disponendoli paralleli al binario, mantenendo anche qui i passeggeri in posizione prona per tutta la durata del giro.
Bolliger & Mabillard detiene attualmente il record per il flying coaster più lungo, più alto e più veloce al mondo, The Flying Dinosaur, a Universal Studios Japan. 

### Zamperla

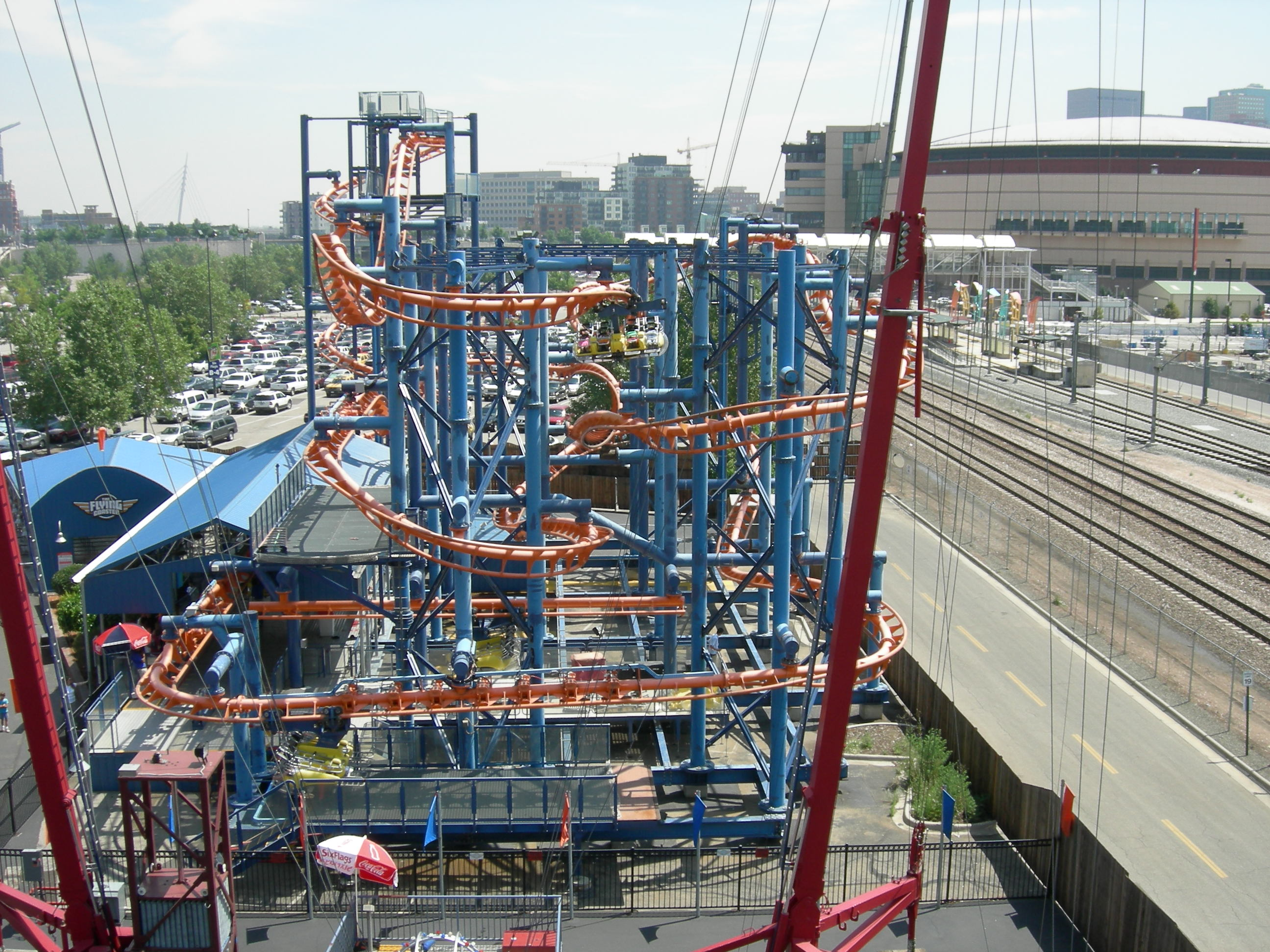
L'ex Soarin' Eagle, un flying coaster prodotto da Zamperla

L'azienda italiana Zamperla produceva un modello di montagne russe volanti chiamato "Volare". I passeggeri si sdraiano nei vagoni, che pendono da un binario superiore ad un angolo di 45 gradi. I vagoni vengono quindi sollevati in posizione "di volo". Questo modello è molto compatto ed economico (relativamente parlando), cui costo è stimato essere circa 5-6 milioni di euro. Il modello è caratterizzato da un'esclusiva rampa di sollevamento a spirale.

## Installazioni
Al 13 settembre 2019 vi sono 26 flying coaster operativi in tutto il mondo, più altri due attualmente in costruzione.
11 sono stati prodotti da Bolliger & Mabillard, 4 da Vekoma, 9 da Zamperla e i tre restanti da ditte minori quali Skytrak International, Select Contracts e Wiegand.

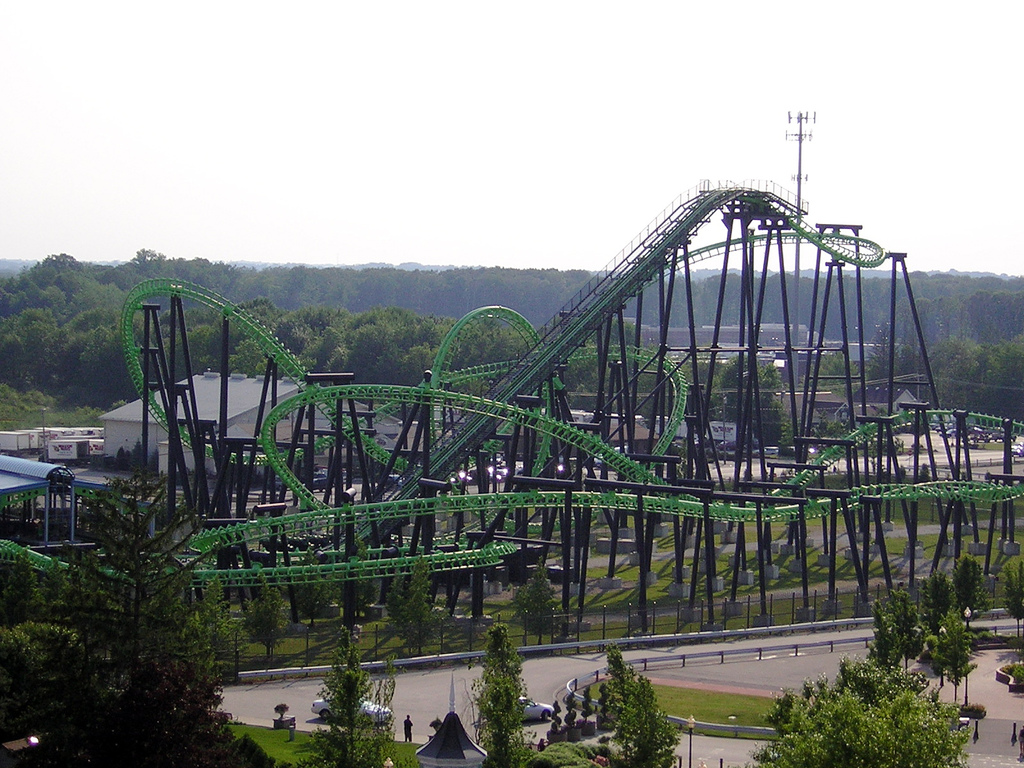
Un ex flying coaster di Vekoma, X-Flight, precedentemente situato a Geauga Lake

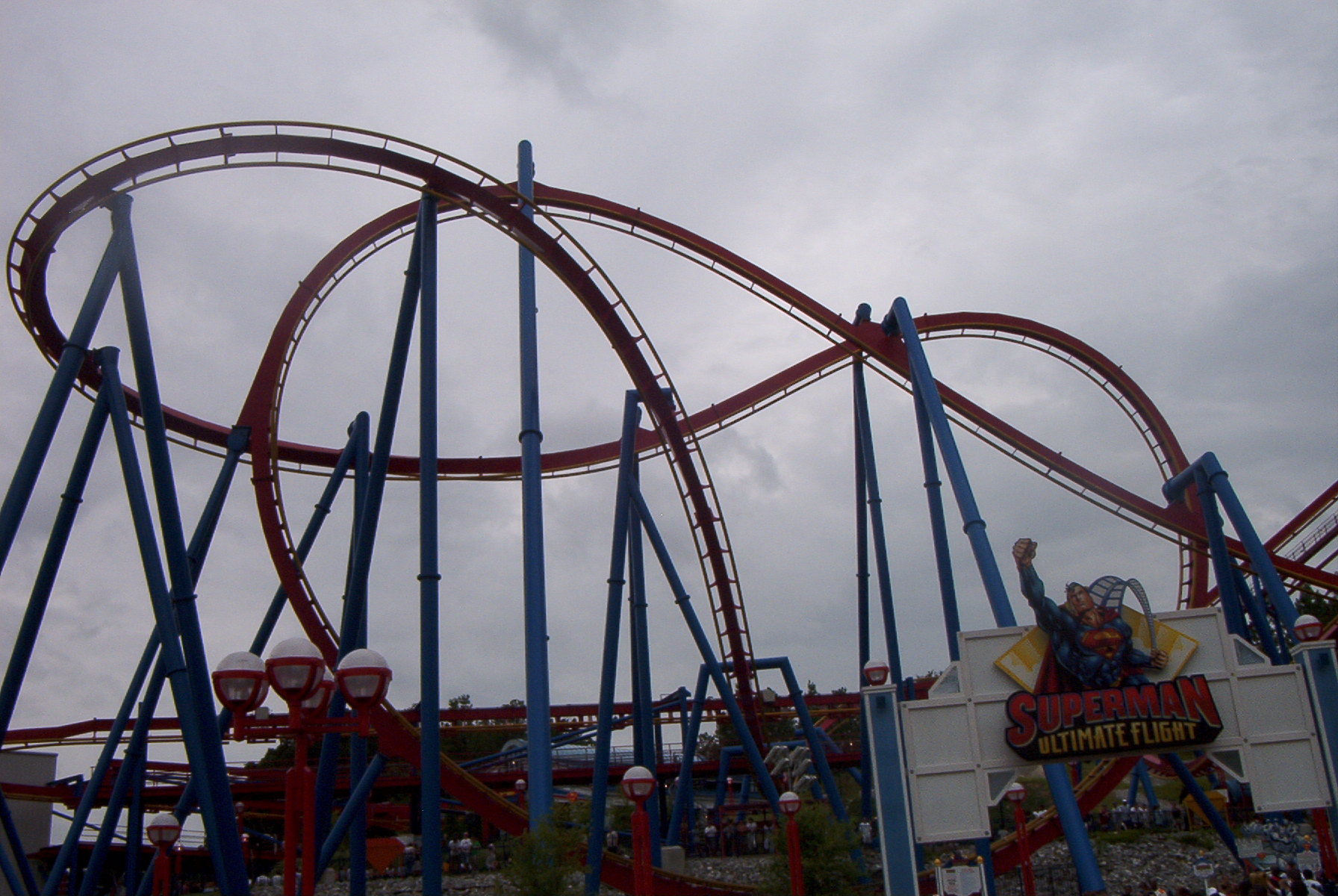
Un flying coaster di Bolliger & Mabillard, Superman: Ultimate Flight, a Six Flags Over Georgia

| Nome                                                   | Parco                                  | Costruttore           | Anno di apertura | Stato                          |
| ------------------------------------------------------ | -------------------------------------- | --------------------- | ---------------- | ------------------------------ |
| Skytrak                                                | Granada Studios                        | Skytrak International | 1997             | Demolita                       |
| Komet                                                  | Encounter Zone                         | Select Contracts      | 1998             | Demolita                       |
| Batwing                                                | Six Flags America                      | Vekoma                | 2001             | Operativa                      |
| Galactica Precedentemente nota come Air                | Alton Towers                           | Bolliger & Mabillard  | 2002             | Operativa                      |
| Superman: Ultimate Flight                              | Six Flags Over Georgia                 | Bolliger & Mabillard  | 2002             | Operativa                      |
| Superman: Ultimate Flight                              | Six Flags Great Adventure              | Bolliger & Mabillard  | 2003             | Operativa                      |
| Superman: Ultimate Flight                              | Six Flags Great America                | Bolliger & Mabillard  | 2003             | Operativa                      |
| Hexenbesen                                             | Erlebniswelt Seilbahnen Thale          | Wiegand               | 2003             | Operativa                      |
| Nighthawk Precedentemente nota come Stealth            | Carowinds California's Great America   | Vekoma                | 2004 2000        | Operativa Chiusa nel 2003      |
| Super Flight                                           | Playland                               | Zamperla              | 2004             | Operativa                      |
| Time Warp                                              | Canada's Wonderland                    | Zamperla              | 2004             | Operativa                      |
| Volare                                                 | Wiener Prater                          | Zamperla              | 2004             | Operativa                      |
| Trombi                                                 | Särkänniemi                            | Zamperla              | 2005             | Operativa                      |
| Tatsu                                                  | Six Flags Magic Mountain               | Bolliger & Mabillard  | 2006             | Operativa                      |
| Crystal Wing                                           | Happy Valley Beijing                   | Bolliger & Mabillard  | 2006             | Operativa                      |
| Firehawk Precedentemente nota come X-Flight            | Kings Island Geauga Lake               | Vekoma                | 2007 2001        | Demolita Chiusa nel 2006       |
| Manta                                                  | Sea World Orlando                      | Bolliger & Mabillard  | 2009             | Operativa                      |
| Stingray                                               | Suzhou Giant Wheel Park                | Vekoma                | 2009             | Demolita                       |
| Inertia Airplane Car                                   | Kaeson Youth Park                      | Zamperla              | 2010             | Operativa                      |
| Sky Scrapper                                           | World Joyland                          | Bolliger & Mabillard  | 2011             | Operativa                      |
| Soarin' Eagle Precedentemente nota come Flying Coaster | Luna Park, Coney Island Elitch Gardens | Zamperla              | 2011 2002        | Operativa Chiusa nel 2003      |
| Hero                                                   | Flamingo Land Resort                   | Zamperla              | 2013             | Operativa                      |
| Acrobat                                                | Nagashima Spa Land                     | Bolliger & Mabillard  | 2015             | Operativa                      |
| Harpy                                                  | Xishuangbanna Theme Park               | Bolliger & Mabillard  | 2015             | Operativa                      |
| The Flying Dinosaur                                    | Universal Studios Japan                | Bolliger & Mabillard  | 2016             | Operativa                      |
| Super Glider Precedentemente nota come Flying Coaster  | Skytropolis Funland Genting Theme Park | Zamperla              | 2019 2004        | In costruzione Chiusa nel 2013 |
| Volare                                                 | Wonderland Eurasia                     | Zamperla              | 2019             | Operativa                      |
| F.L.Y.                                                 | Phantasialand                          | Vekoma                | 2020             | Operativa                      |